# Cabassous squamicaudis
Cabassous squamicaudis  is een zoogdier uit de familie van de Chlamyphoridae. De wetenschappelijke naam van de soort werd in 1845 gepubliceerd door Peter Wilhelm Lund.

## Taxonomie
Deze soort werd lange tijd als ondersoort van het zuidelijk kaalstaartgordeldier (Cabassous unicinctus) gerekend, maar bleek in 2021 voldoende te verschillen om als aparte soort gerekend te worden.

## Verspreiding en leefgebied
Deze soort komt voor in Zuid-Amerika ten zuiden van de Amazone-rivier, in oostelijk Peru, Brazilië, Bolivia en Paraguay.